# Симон (име)
Симон или Симеон је мушко име које има хебрејску основу и значење му је: онај који те саслуша. 

## Познате личности
- Свети Петар, правим именом Симон Петар
- Свети Симеон
- Симеон Велики
- Симеон Нови Богослов
- Шимон из Кезе, мађарски хроничар из 13. века,
- Пјер Симон Лаплас
- Симон Дубнов
- Нил Сајмон, амерички писац и драматург,
- Шимон Перес
- Херберт Сајмон